# Nathalie Loiseau
Nathalie Loiseau, nata Ducoulombier (Neuilly-sur-Seine, 1º giugno 1964), è una politica e diplomatica francese, direttrice dell'École nationale d'administration dal 3 ottobre 2012 al 21 giugno 2017, ministro per gli Affari europei presso il ministero dell'Europa e degli affari esteri nel Governo Philippe II dal 2017 al 2019 ed europarlamentare dal 2019.

## Biografia
Nathalie Lydie Jeanne Ducoulombier nasce a Neuilly-sur-Seine ed è la figlia di Claude Ducoulombier, banchiere di professione, e Josée Prat. Studia al Lycée Carnot di Parigi, quindi  entra a far parte dell'Istituto di studi politici di Parigi, laureandosi nel 1983. Studia poi il cinese all'Istituto nazionale di lingue e civiltà orientali.
All'età di 19 anni, nel 1983, trova un lavoro nella moda. Nel 1986, a  22 anni, supera il concorso al Quai d'Orsay.  È di stanza a Giacarta, dal 1990 al 1992, dove incontra il suo futuro marito. È consigliere del ministro degli esteri Alain Juppé dal 1993 al 1995, in seguito lavora nelle ambasciate in Senegal e Marocco. Dal 2002 al 2007 lavora come direttrice delle comunicazioni presso l'ambasciata di Francia a Washington, negli Stati Uniti. Dal 2009 al 2011 è a capo delle risorse umane presso il Ministero degli affari esteri e a capo dello staff dal 2011 al 2012. 
È direttrice dell'École nationale d'administration dal 3 ottobre 2012 al 21 giugno 2017, quando viene nominata da Emmanuel Macron ministro per gli Affari europei presso il ministero dell'Europa e degli affari esteri nel Governo Philippe II, carica che ricopre fino al maggio 2019.
Nel 2019 si candida come capolista di La République En Marche alle elezioni europee. Eletta al Parlamento europeo, diviene presidente della Commissione Sicurezza e difesa.

## Vita privata
Nathalie Ducoulombier si sposa  24 luglio 1992  con Bertrand Loiseau, vice direttore esecutivo per l'innovazione presso l'Agence française de développement. Quattro i figli: i primi tre (due sono gemelli) sono nati in Senegal, l'ultimo negli Stati Uniti. È cattolica e femminista.

## Pubblicazioni
- (FR) Nathalie Loiseau, Choisissez tout, Parigi, JC Lattès, 2014, ISBN 9782709644846, OCLC 892945168.
- (FR) Nathalie Loiseau, La démocratie en BD, Parigi, Casterman, 2017, ISBN 9782203132337.